# Anantanatha

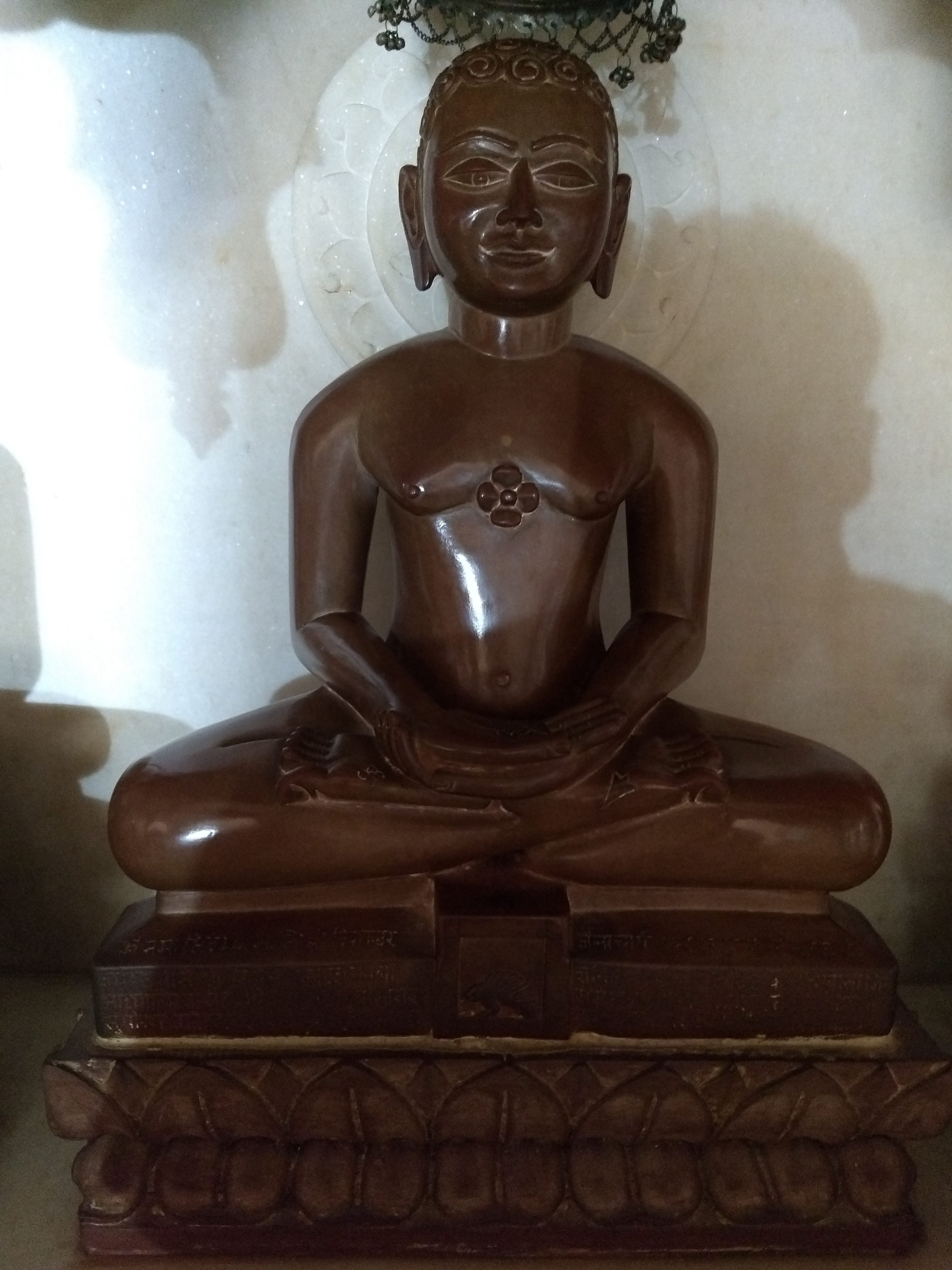
Estatua de Anantanatha.

Anantanatha fue el decimocuarto Tirthankara de la era actual (Avasarpini) del jainismo. Según las creencias jainistas, se convirtió en un siddha, un alma liberada que ha destruido todo su karma.
Anantanatha nació del rey Sinhasena y la reina Suyasha en Ayodhya en la dinastía Ikshvaku. Su fecha de nacimiento fue el día 13 del mes Vaishakha Krishna del calendario indio.